# Maria Leopoldina af Østrig
Maria Leopoldina (22. januar 1797 – 11. december 1826) var en østrigsk ærkehertuginde, der var den første kejserinde af Brasilien fra 1822 til 1826 som ægtefælle til kejser Pedro 1. af Brasilien. I to måneder i 1826 var hun også dronning af Portugal.
Hun var datter af den tysk-romerske kejser Frans 2. (Tysk-romerske rige) og dennes hustru Maria Theresa af Napoli og Sicilien. Hun blev gift 13. maj 1817 med Pedro Braganza, som blev repræsenteret af hendes onkel Karl af Teschen. Maria Leopoldina ankom først til Brasilien den 5. november og først da mødtes parret. De fik syv børn:
1. Maria 2. af Portugal (1819-1853)
2. Miguel af Beira (1820), dødfødt
3. João Carlos af Beira (1821-1822)
4. Januária af Brasilien (1822-1901)
5. Paula af Brasilien (1823-1833)
6. Francisca af Brasilien (1824-1898)
7. Pedro 2. af Brasilien (1825-1891)

Maria Leopoldina døde efter en abort den 11. december 1826.